# Chile Open 2022
Chile Open 2022, oficiálním sponzorským názvem Chile Dove Men+Care Open 2022, byl tenisový turnaj pořádaný jako součást mužského okruhu ATP Tour, který se odehrával v Clubu de Tenis UC San Carlos de Apoquindo na otevřených antukových dvorcích. Konal se mezi 21.  až 27. únorem 2022 v chilském hlavním městě Santiagu jako dvacátý čtvrtý ročník turnaje.
Turnaj disponoval rozpočtem 546 340 dolarů a patřil do kategorie ATP Tour 250. Nejvýše nasazeným hráčem ve dvouhře se opět stal devatenáctý hráč světa Cristian Garín z Chile, kterého ve druhém kole vyřadil krajan Alejandro Tabilo. Jako poslední přímý účastník do singlové soutěže nastoupil 131. hráč žebříčku, Argentinec Tomás Martín Etcheverry.
První titul na okruhu ATP Tour vybojoval Španěl Pedro Martínez, jenž se posunul na nové žebříčkové maximum, 52. místo. Čtyřhru vyhráli Brazilci Rafael Matos a Felipe Meligeni Alves, kteří získali druhou individuální i společnou trofej.

## Rozdělení bodů a finančních odměn

### Rozdělení bodů
| Soutěž  | vítězové | finalisté | semifinalisté | čtvrtfinalisté | 16 v kole | 32 v kole | Q  | Q2 | Q1 |
| ------- | -------- | --------- | ------------- | -------------- | --------- | --------- | -- | -- | -- |
| dvouhra | 250      | 150       | 90            | 45             | 20        | 0         | 12 | 6  | 0  |
| čtyřhra | 250      | 150       | 90            | 45             | 0         | —         | —  | —  | —  |

### Finanční odměny
| Soutěž                              | vítězové | finalisté | semifinalisté | čtvrtfinalisté | 16 v kole | 32 v kole | Q2      | Q1      |
| ----------------------------------- | -------- | --------- | ------------- | -------------- | --------- | --------- | ------- | ------- |
| dvouhra                             | 51 045 $ | 35 735 $  | 23 660 $      | 15 780 $       | 10 210 $  | 5 570 $   | 2 785 $ | 1 390 $ |
| čtyřhra                             | 18 100 $ | 13 000 $  | 8 340 $       | 5 570 $        | 3 250 $   | —         | —       | —       |
| částka ve čtyřhře je uvedena na pár |          |           |               |                |           |           |         |         |

## Mužská dvouhra

### Nasazení
| Stát                          | Hráč                 | ATP | Nasazení |
| ----------------------------- | -------------------- | --- | -------- |
| Chile                         | Cristian Garín       | 19. | 1.       |
| Španělsko                     | Albert Ramos-Viñolas | 33. | 2.       |
| Argentina                     | Federico Delbonis    | 37. | 3.       |
| Španělsko                     | Pedro Martínez       | 62. | 4.       |
| Argentina                     | Federico Coria       | 63. | 5.       |
| Srbsko                        | Miomir Kecmanović    | 70. | 6.       |
| Argentina                     | Sebastián Báez       | 72. | 7.       |
| Argentina                     | Facundo Bagnis       | 77. | 8.       |
| Žebříček ATP k 14. únoru 2022 |                      |     |          |

### Jiné formy účasti
Následující hráči obdrželi divokou kartu do hlavní soutěže:
- Nicolás Jarry
- Thiago Seyboth Wild
- Alejandro Tabilo

Následující hráč nastoupil pod žebříčkovou ochranou:
- Yannick Hanfmann

Následující hráči postoupili z kvalifikace:
- Gonzalo Lama
- Juan Ignacio Londero
- Renzo Olivo
- Matheus Pucinelli de Almeida

Následující hráči postoupili z kvalifikace jako šťastný poražený:
- Nicolás Kicker

### Odhlášení
před začátkem turnaje
- Roberto Carballés Baena → nahradil jej  Nicolás Kicker
- Casper Ruud → nahradil jej  Bernabé Zapata Miralles
- Dominic Thiem → nahradil jej  Daniel Elahi Galán

## Mužská čtyřhra

### Nasazení
| Stát                                                                                   | Hráč            | Stát     | Hráč                  | ATP  | Nasazení |
| -------------------------------------------------------------------------------------- | --------------- | -------- | --------------------- | ---- | -------- |
| Brazílie                                                                               | Rafael Matos    | Brazílie | Felipe Meligeni Alves | 143. | 1.       |
| Španělsko                                                                              | Pedro Martínez  | Itálie   | Andrea Vavassori      | 145. | 2.       |
| Švédsko                                                                                | André Göransson | USA      | Nathaniel Lammons     | 157. | 3.       |
| USA                                                                                    | Nicholas Monroe | USA      | Jackson Withrow       | 188. | 4.       |
| Žebříček ATP k 14. únoru 2022; číslo je součtem žebříčkového postavení obou členů páru |                 |          |                       |      |          |

### Jiné formy účasti
Následující páry obdržely divokou kartu do hlavní soutěže:
- Tomás Martín Etcheverry /  Juan Ignacio Londero
- Gonzalo Lama /  Alejandro Tabilo

Následující páry nastoupily z pozice náhradníků:
- Sergio Galdós /  Juan Pablo Varillas
- Yannick Hanfmann /  Fernando Romboli
- Zdeněk Kolář /  Nikola Milojević

### Odhlášení
před začátkem turnaje
- Roberto Carballés Baena /  Federico Coria → nahradili je  Sergio Galdos /  Juan Pablo Varillas
- Marco Cecchinato /  Carlos Taberner → nahradili je  Zdeněk Kolář /  Nikola Milojević
- Marcelo Demoliner /  Luis David Martínez → nahradili je  Miomir Kecmanović /  Luis David Martínez
- Máximo González /  Nicolás Jarry → nahradili je  Yannick Hanfmann /  Fernando Romboli

v průběhu turnaje
- Facundo Bagnis /  Jaume Munar
- Federico Delbonis /  Guillermo Durán

## Přehled finále

### Mužská dvouhra
- Pedro Martínez vs.  Sebastián Báez, 4–6, 6–4, 6–4

### Mužská čtyřhra
- Rafael Matos /  Felipe Meligeni Alves vs.  André Göransson /  Nathaniel Lammons, 7–6(10–8), 7–6(7–3)